# 黑領山雀
，是雀形目山雀科的一种鸟类。

## 特征
黑喉山雀体重约11.14克，翼长约63.9毫米，嘴峰长约8.9毫米，喙宽度约3毫米，喙厚度约3.8毫米，跗蹠长约14.7毫米，尾长约54.6毫米。黑喉山雀在其分布区内为留鸟，其栖息在半开放的高大树木组成的森林中，食性为杂食性，主要食物来源是陆生无脊椎动物。

## 分布
中国中部和东部至西藏东南部和缅甸西部。